# 인간 방패

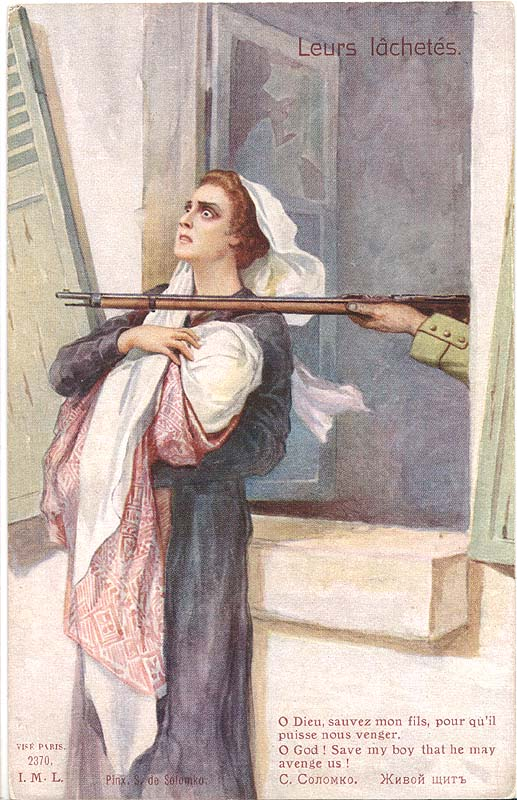
세르게이 솔롬코의 《인간 방패》 전쟁 엽서

인간 방패(Human shield)는 적군의 공격을 막기 위해 적에게 자원하거나 적에게 방패를 강요하는 비전사이다. 저항 수단으로 인간 방패를 사용하는 것은 마하트마 간디에 의해 평화의 무기로 대중화되었다. 한편, 민간인의 무기화는 IS와 같은 일부 비국가 행위자들에 의한 전술로도 발전했다.

## 법률 경험
1949년 제네바 협약, 1977년 제네바 협약 추가 의정서 I, 1998년 로마 규정에 따르면 비전투원들에게 인간 방패 역할을 하도록 강요하는 것은 전쟁범죄이다.
엘리아프 리블리치 법대 교수는 "무장단체들은 자신들이 통제하고 있는 민간인들에게 가하는 피해에 책임이 있을 수 있다. 그러나 이것이 상대방에게 책임을 면제해 준다고 주장하는 것은 법과 도덕을 모두 잘못되게 하는 것이다."
법률 교수 아딜 아흐마드 하케는 비자발적 방패가 "고의적이고 불필요하며 불균형한 해로부터 법적, 도덕적 보호를 유지한다"고 말한다. 그는 공격자들이 비례성을 결정할 때 부수적인 해를 무시하거나 무시할 수 있다는 미국 국방부의 입장에 반대하며, 이러한 견해는 "법적으로 근거가 없고 도덕적으로 건전하지 않다"고 말한다.
작가 니브 고든과 니콜라 페루기니는 저서 《인간 방패: 불의 선에 있는 사람들의 역사》(Human Shields: A History of People of Fire)에서 "근접적인 방패"에 대해 논하고 있으며, 이러한 유형의 방패는 "현대 담론에서 가장 두드러진 유형의 방패"가 되었다고 주장한다. 그들은 근접 차폐 고발이 민간인에 대한 전쟁 범죄를 은폐하기 위해 주들에 의해 사용되었고 인권 단체들은 종종 민간인 사망을 정당화하기 위해 부적절하게 사용되고 있다고 주장하는 이 혐의에 대해 의문을 제기하지 못한다고 말한다.

## 20세기

### 6.25 전쟁
노치 전투에서 북한군은 포로로 잡힌 미군 병사를 인간 방패로 삼아 진격했다는 주장이 나왔다.

## 같이 보기
- 볼모
- 인해전술
- 시가전